# Archipiélago de Chuanshan
El archipiélago de Chuanshan o islas Chuanshan (en chino, 川山群岛) son un grupo de islas del mar de China Meridional localizadas frente a la costa de la provincia de Cantón (Guangdong), en el sur de China, situadas bastante más cerca del delta del río Perla que de la península de Leizhou. 
Administrativamente el grupo cae por completo dentro de la ciudad-condado de Taishan (台山), en el término municipal de Jiangmen, Cantón. Las dos más grandes de las islas, Shangchuan (上川) y Xiachuan (下川), son el sitio donde se encuentran dos de los veinte ciudades de Taishan. Todas las demás islas, islotes, farallones y arrecifes del  archipiélago están dentro de la jurisdicción de una u otra ciudad